# Lutró (La Canea)
Lutró (en griego Λουτρό, "baño") es un pueblo de la costa sur de La Canea, unidad regional del oeste de Creta. Está entre las poblaciones de Jora Sfakión y Aya Rumeli, al lado de la desembocadura de la Garganta Samaria. El nombre antiguo, "baño", se debe a la existencia de aguas termales en la zona. Toda la región recibe el nombre de Sfakiá. 

## Historia
Lutró tiene una rica historia. Es el emplazamiento de la antigua ciudad de Finikás, que era el puerto de la antigua ciudad de Anópolis, y un puerto importante en época helenística y romana. Más tarde se convirtió en el puerto de invierno de la ciudad de Sfakiá, por su protección natural durante el mal tiempo. Hoy no queda nada de la antigua Finikás, salvo el nombre del pequeño pueblo que hay en la bahía oeste de Lutró.
Más adelante los piratas sarracenos usaron Lutró como base para atacar los barcos que navegaban por el sur de Creta. Los venecianos consiguieron expulsar a los sarracenos y fortificaron Lutró con una pequeña fortaleza cuyas ruinas aún son visibles. Otra fortaleza mejor conservada testimonia la presencia de los turcos.
La rebelión por la independencia de Grecia de 1821 se declaró en Creta en Lutró.

## Acceso
Sólo se puede llegar a Lutró a pie o por mar. Hay ferris todos los días a las ciudades más cercanas y a la desembocadura de la Garganta Samaria. 

## Economía
La economía de Lutró se basa en el turismo y la pesca. 